# Anisodes areolaria
Anisodes areolaria är en fjärilsart som beskrevs av Achille Guenée 1858. Anisodes areolaria ingår i släktet Anisodes och familjen mätare. Inga underarter finns listade i Catalogue of Life.